# 栗本英世
栗本 英世（くりもと えいせい、1957年 - ）は、日本の人類学者。専攻は、社会人類学・アフリカ民族誌。長年スーダンの研究に取り組んでいる。大阪大学大学院人間科学研究科名誉教授。

## 略歴

### 学歴
- 1980年 - 京都大学文学部卒
- 1982年 - 京都大学大学院文学研究科修士課程修了
- 1985年 - 京都大学大学院文学研究科博士後期課程満期退学

### 職歴
- 1987年 - 東京外国語大学アジア・アフリカ言語文化研究所助手
- 1992年 - 国立民族学博物館助手
- 1993年 - 国立民族学博物館助教授
- 2003年 - 大阪大学大学院人間科学研究科教授
- 2022年ー定年退任

## 著作

### 単著
- 『民族紛争を生きる人びと―現代アフリカの国家とマイノリティ』世界思想社。1996
- 『未開の戦争,現代の戦争』岩波書店。1999

### 共編著・監修
- 『文化を読む フィールドとテクストのあいだ』谷泰編, 栗本英世 [ほか]著. 人文書院, 1991.2
- 井野瀬久美惠との共編 編『植民地経験―人類学と歴史学からのアプローチ』人文書院。1999
- 『紛争後の国と社会における人間の安全保障』編(GLOCOLブックレット 大阪大学グローバルコラボレーションセンター, 2009.2
- 『叢書コンフリクトの人文学』全4巻 小泉潤二共監修. 大阪大学出版会, 2012.3
- 『共生学が創る世界』河森正人,志水宏吉共編集. 大阪大学出版会(大阪大学新世紀レクチャー), 2016.3
- 『共生学宣言』志水宏吉, 河森正人,檜垣立哉, モハーチ ゲルゲイ共編. 大阪大学出版会, 2020.3

## 受賞歴
- 2022年6月4日 - 第17回日本文化人類学会賞[1]